# Wartislaw IX.

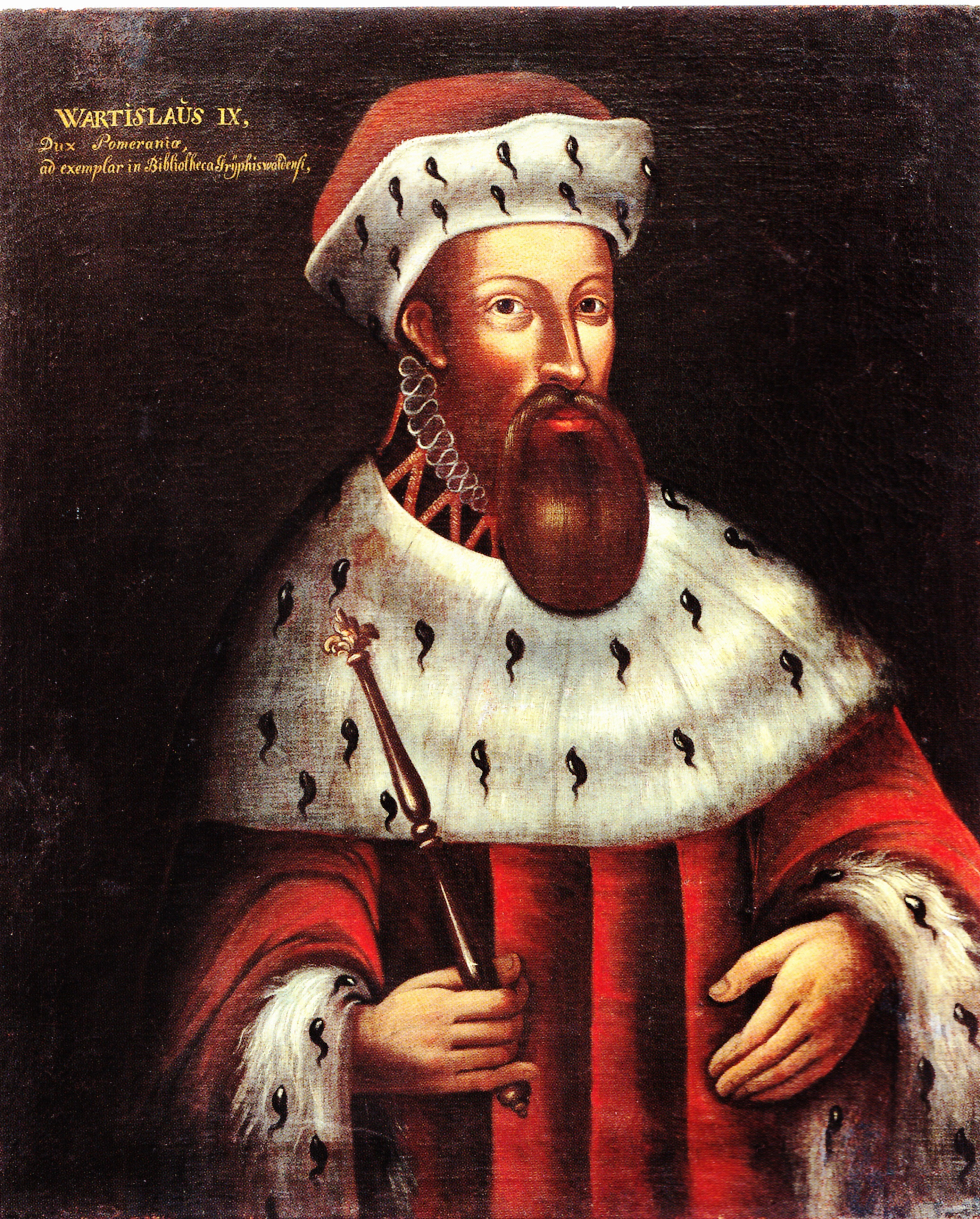
Wartislaw IX. von Pommern-Wolgast

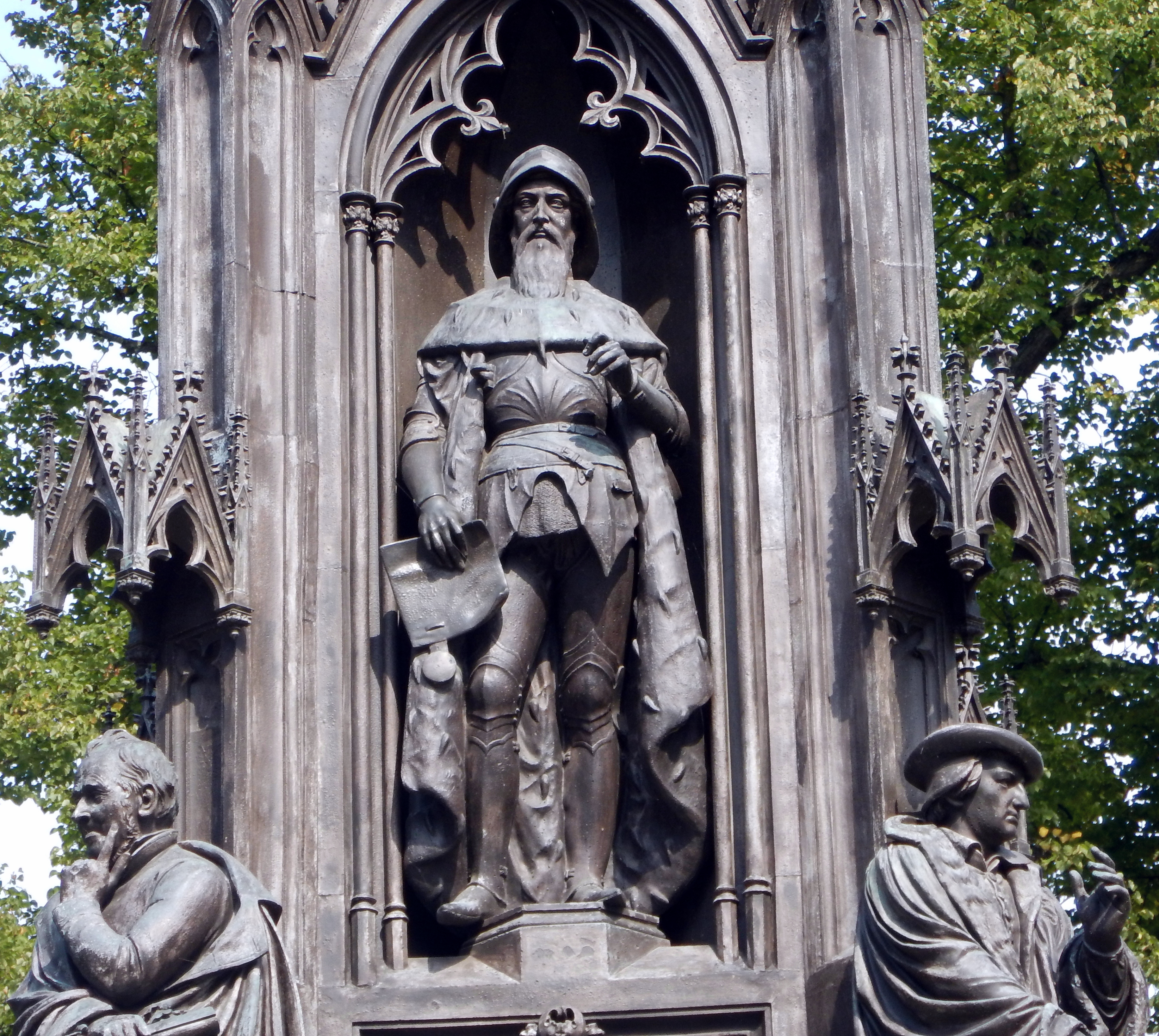
Statue von Wartislaw IX. am Rubenow-Denkmal in Greifswald (1856)

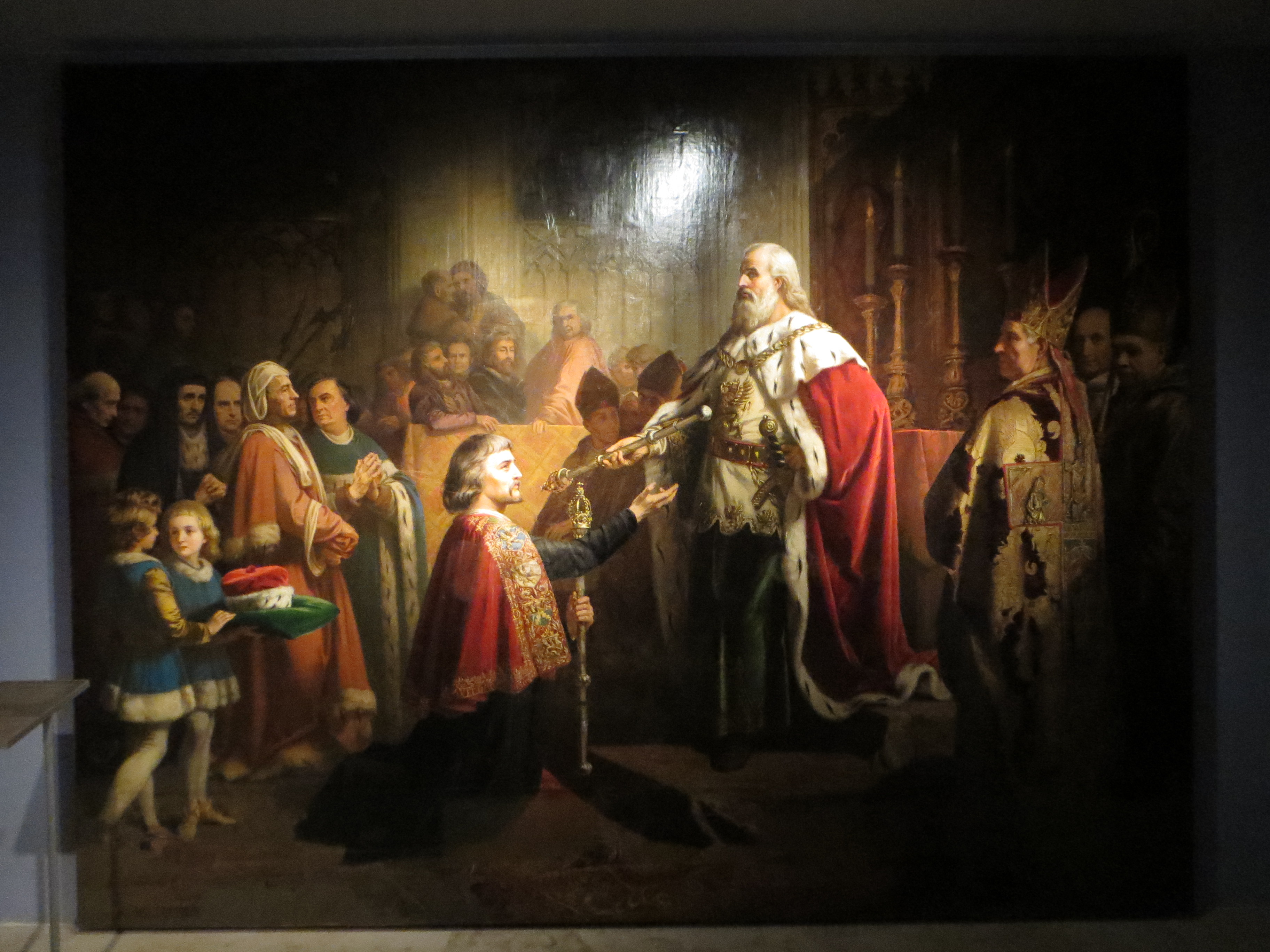
Herzog Wartislaw IX. übergibt Dr. Heinrich Rubenow die Szepter, Monumentalgemälde von Otto Heyden (1856)

Wartislaw IX. (* um 1400; † um Ostern 1457 in Wolgast) war ein Herzog von Pommern. Er herrschte in Pommern-Wolgast von 1417 bis zu seinem Tode 1457.

## Leben
Wartislaw war der wohl älteste Sohn des pommerschen Herzogs Barnim VI. Als Herzog Barnim VI. bereits 1405 starb, übernahm zunächst dessen Bruder Herzog Wartislaw VIII. die Vormundschaft über den jungen Wartislaw und dessen Bruder Barnim VII. Nach Wartislaws VIII. Tod im Jahre 1415 gingen die Regierung und die Vormundschaft über die Brüder und über die Söhne Wartislaws VIII., Barnim VIII. und Swantibor II., an dessen Witwe Agnes, der die Landstände einen Regentschaftsrat unter Cord Bonow zur Seite stellten.
Ebenfalls im Jahre 1415 trat Herzog Wartislaw IX. erstmals als selbständig handelnder Fürst in Erscheinung. Am 31. Mai 1417 erhielt Herzog Wartislaw IX. für sich und seinen Bruder sowie ihre Vettern Barnim VIII. und Swantibor II. von König Sigismund in Konstanz die Belehnung mit dem Herzogtum Pommern-Wolgast.
1420 wurde der Erblandmarschall von Pommern-Wolgast, Degener Buggenhagen, vor den Augen Wartislavs IX. von Henneke von Behr, dem Günstling der Herzogin Agnes, erschlagen. Grund war, dass Buggenhagen zuvor 1417 oder 1419 einen anderen Günstling der Herzogin, Cord Bonow, getötet hatte. Henneke von Behr wurde verfolgt und den chronikalischen Überlieferungen zufolge versank er entweder beim Fluchtversuch von der Burg Usedom oder wurde später in seiner Burg Nustrow gefangen genommen und in Stralsund hingerichtet. Wohl auch unter dem Eindruck dieser Ereignisse einigte sich Wartislaw IX. 1421 mit den Städten und dem Adel seines Landes auf die Einrichtung von sogenannten Quatembergerichten, um die Rechtsordnung zu sichern.
Bereits 1425 teilte sich Wartislaw IX. die Herrschaft in Vorpommern nördlich der Peene mit seinem Bruder Barnim VII. und seinen Vettern Barnim VIII. und Swantibor III. Da er jedoch alle überlebte, konnte er Pommern-Wolgast westlich der Swine am Ende seiner Herrschaft im Jahre 1451 wieder vereinen.
Nach außen musste er sich wie seine Stettiner Vettern mit den Machtambitionen der seit 1411/17 in Brandenburg herrschenden Hohenzollern auseinandersetzen. Für ihn ging es insbesondere um die Pfandbesitzungen Torgelow und Pasewalk, die die Wolgaster Herzöge seit 1369 innehatten. Im Frieden von 1448 konnte Wartislaw diese Besitzungen sichern. Den Städten unter Führung des mächtigen Stralsund, hier vor allem des Bürgermeisters Otto Voge, machte er im sogenannten Goldenen Privilegium 1452 umfangreiche Zugeständnisse.
Bleibenden Ruhm erwarb sich Herzog Wartislaw IX. durch die landesherrliche Förderung der Gründung der Universität Greifswald 1456. Nur ein halbes Jahr nach der feierlichen Eröffnung der „alma mater gryphiswaldensis“ starb er, hatte aber mit zahlreichen Schenkungen und Rechtsverleihungen deren Bestand maßgeblich gesichert.

## Ehe und Nachkommen
Herzog Wartislaw IX. war mit Sophia von Sachsen-Lauenburg verheiratet, wohl der Tochter von Herzog Erich IV. von Sachsen-Lauenburg und dessen Gemahlin Sophie von Braunschweig-Lüneburg. Sie starb 1462 und wurde in Wolgast beigesetzt.
Aus der Ehe gingen vier Kinder hervor:
- Elisabeth (* vor 1420; † 1473), Äbtissin zunächst im Kloster Krummin, dann im Kloster Bergen auf Rügen
- Erich II. (* 1427; † 1474) ⚭ Sophia († 1497), Tochter von Bogislaw IX. von Pommern-Stolp
- Wartislaw X. (* um 1435; † 1478) ⚭ (I) Elisabeth von Brandenburg (* 1425; † 1465), Witwe von Joachim von Pommern-Stettin; (II) Magdalena, Tochter Heinrichs des Älteren von Mecklenburg-Stargard († 1466), Witwe des Grafen Burkhard von Barby
- Christoph, nur 1449 erwähnt, früh gestorben